# Molí de la Torre Blanca
El Molí de la Torre Blanca és una obra de Sant Martí de Riucorb (Urgell) inclosa a l'Inventari del Patrimoni Arquitectònic de Catalunya.

## Descripció
És una casa molí de grans dimensions amb un pati porticat. L'estança del molí, amb sostre de volta de canó, fa 7,50 x 4,70 metres.

## Història
El primer document relatiu a aquest edifici de què es té coneixement data de l'any 1272 i correspon a un plet entre el monestir de Vallbona de les Monges, amo del molí, i el senyor de Bellpuig, en Ramon d'Anglesola.